# Patrick Murphy
Patrick Murphy (Australia, 22 de febrero de 1984) es un nadador australiano especializado en pruebas de media distancia estilo libre, donde consiguió ser medallista de bronce olímpico en 2008 en los relevos de 4x200 metros.

## Carrera deportiva
En los Juegos Olímpicos de Pekín 2008 ganó la medalla de bronce en los relevos de 4x200 metros libres, con un tiempo de 7:04.98 segundos, tras Estados Unidos y Rusia (plata).